# Jogos Peninsulares do Sudeste Asiático de 1961
Os Jogos Peninsulares do Sudeste Asiático de 1961, como conhecidos até 1975, foram a segunda edição do evento multiesportivo, realizado em Yangon, na Birmânia (hoje Mianmar), entre os dias 11 e 16 de dezembro.

## Países participantes
Sete países participaram do evento:
- Camboja
- Birmânia
- Tailândia
- Laos
- Malásia
- Singapura
- Vietname

## Modalidades
Foram disputadas doze modalidades nesta edição dos Jogos:
| - Atletismo - Badminton - Basquete - Boxe - Ciclismo - Esportes aquáticos - Futebol | - Levantamento de peso - Tênis - Tênis de mesa - Tiro - Vela - Vôlei |

## Quadro de medalhas
País sede destacado.
| Ordem | País      | Medalha de ouro | Medalha de prata | Medalha de bronze |     |
| ----- | --------- | --------------- | ---------------- | ----------------- | --- |
| 1     | Birmânia  | 26              | 43               | 104               |     |
| 2     | Tailândia | 21              | 18               | 22                | 61  |
| 3     | Malásia   | 16              | 24               | 39                | 79  |
| 4     | Vietname  | 9               | 5                | 8                 | 22  |
| 5     | Singapura | 4               | 13               | 11                | 28  |
| 6     | Camboja   | 1               | 6                | 4                 | 11  |
| 7     | Laos      |                 |                  | 8                 | 8   |
| TOTAL | TOTAL     | 86              | 92               | 135               | 313 |